# Кёниг, Эрнст
Эрнст Кёниг (нем. Ernst König; 12 августа 1908, Фульда — 3 марта 1986, Гёттинген) — генерал-майор вермахта, кавалер Рыцарского креста Железного креста с дубовыми листьями. В годы Второй мировой войны командовал 28-й егерской и 31-й пехотными дивизиями. Участвовал в боях против французских и советских войск, участник Восточно-Прусской операции 1945 года; попал в котёл под Хайлигенбайлем.

## Награды
- Железный крест (1939)
  - 2-го класса (1 октября 1939)[2]
  - 1-го класса (10 октября 1940)[2]
- Немецкий крест в золоте (7 марта 1942 года, капитан 3-го батальона 82-го пехотного полка[1]
- Рыцарский крест Железного креста (16 сентября 1943 года, майор, командир 12-го гренадерского полка)[3][4]
  - Дубовые листья (№ 598) к Рыцарскому кресту Железного креста (21 сентября 1944, полковник, командир 12-го гренадерского полка)[5][4]
- Знак «За ранение» в золоте[6]